# シン (プロレス興行)
WCWシン（WCW SIN ）は、アメリカ合衆国に2001年まで存在したプロレス団体、WCWが開催した大会、及びそのPPVの名称である。通年、WCWは1月にはソールドアウト（Sold Out）という名称の大会を開催していたが、今年度より変更となった。しかし同年の3月26日に、WCWがライバル団体WWEに買収された為、今大会がWCWの1月期最後のPPV大会となった。ちなみに試合は、シッド・ビシャスが左足を骨折する大怪我を負い（後述）、ゴールドバーグが引退（ストーリー上）する等、波乱の多い大会ともなった。

## 試合結果
開催日：2001年1月14日
開催地：インディアナ州インディアナポリス
開催場所：コンセコフィールドハウス
観衆：6627人
- WCW世界クルーザー級選手権試合

○チャボ・ゲレロ・ジュニア (c) vs ●シェイン・ヘルムズ
王者チャボが防衛に成功
- ○レノ vs ●ビッグ・ヴィトー

- ○ヤング・ドラゴンズ（ユン・ヤン&カズ・ハヤシ） vs ●エヴァン・カレイジャス&ジェイミー・ノーブル

- ○ザ・キャット vs ●マイク・サンダース

- ○チーム・カナダ（ランス・ストーム、マイク・アッサム&エリックス・スキッパー） vs ●フィルシー・アニマルズ（コナン、レイ・ミステリオ・ジュニア&ビリー・キッドマン）

特別レフェリー：ハクソー・ジム・ドゥガン
- WCWハードコア選手権試合トリプルスレットマッチ

○ミング vs テリー・ファンク (C) vs クロウバー
ミングが王座奪取
- WCW世界タッグ選手権試合

○ナチュラル・ボーン・スリラーズ（ショーン・オヘア&チャック・パルンボ） vs ●インサイダーズ（ケビン・ナッシュ&ダイヤモンド・ダラス・ペイジ）(c)
挑戦者組が王座奪取
- WCWUSヘビー級選手権試合ファーストブラッドチェーンマッチ

○シェーン・ダグラス vs ジェネラル・レクション (c)
ダグラスが王座奪取
- ノーDQマッチ　ゴールドバーグが負けた場合は引退

○トータリー・バフ（レックス・ルガー&バフ・バグウェル） vs ●ゴールドバーグ&ドゥエイン・ブルース
ゴールドバーグがフォールを奪われたため、引退
- WCW世界ヘビー級選手権試合4コーナーズマッチ

○スコット・スタイナー (c) vs ●シッド・ビシャス vs ジェフ・ジャレット vs 謎の覆面男（ロード・ウォリアー・アニマル）
スタイナーが王座防衛、シッドは左足を骨折（後述）

## シッド・ビシャス重傷
この日メインイベントに出場したシッドは、試合の終盤、王者スタイナー目掛けてセカンドロープからビッグブーツを放ち、スタイナーにキックが命中したものの、着地の際、左足に全体重が掛かり、左足の膝から下が真っ二つに折れてしまった。当然動く事もままならず、そのままスタイナーにフォールを奪われて敗れてしまい、必然的に長期欠場に追い込まれた。直後にWCWが無くなり、シッドも「引退」「歩行不能」等の噂が飛び交ったが、その後復帰し、現在でもアメリカ国内のインディーマットで試合を行っている。
なお、この場面はYouTube等の動画サイトで確認可能である。